# Taboo (raper)
Jaime Luis „Taboo” Gomez (ur. 14 lipca 1975 w Los Angeles) – amerykański raper i piosenkarz. W 1995 roku dołączył do zespołu The Black Eyed Peas. Jest Indianinem mającym swoje korzenie w plemieniu Szoszonów.
Ma trzech synów: Joshuę Parisha Gomeza, który urodził się 12 maja 1993 roku, gdy Taboo miał 17 lat, a także Jimmy’ego Jalena i Journeya. 12 lipca 2008 roku ożenił się z Jaymie Dizon.
W marcu 2007 został aresztowany w Mieście Przemysłu, dzielnicy Los Angeles za posiadanie jednej niecałej działki marihuany i nieprzepisanych leków wymagających recepty oraz jazdę samochodem pod wpływem tych substancji. Trzydziestodwuletni raper po kilku godzinach wyszedł na wolność po wpłaceniu 5000 dolarów kaucji. Zapłacił też karę grzywny w wysokości 200 dolarów.

## Publikacje
- Taboo, Steve Dennis, Fallin’ Up: My Story, 2011, Touchstone, ISBN 978-1-4391-9206-1.

## Wybrana filmografia
| Tytuł                           | Rok  | Rola           | Uwagi                                         | Źródło |
| ------------------------------- | ---- | -------------- | --------------------------------------------- | ------ |
| Be Cool                         | 2005 | jako on sam    | film fabularny, reżyseria: F. Gary Gray       | [ 3 ]  |
| Dirty                           | 2005 | jako Ramirez   | film fabularny, reżyseria: Chris Fisher       | [ 4 ]  |
| Cosmic Radio                    | 2007 | jako Marcus    | film fabularny, reżyseria: Stephen Savage     | [ 5 ]  |
| Street Fighter: Legenda Chun-Li | 2009 | jako Vega      | film fabularny, reżyseria: Andrzej Bartkowiak | [ 6 ]  |
| Jak urodzić i nie zwariować     | 2012 | jako on sam    | film fabularny, reżyseria: Kirk Jones         | [ 7 ]  |
| Jamesy Boy                      | 2014 | jako Guillermo | film fabularny, reżyseria: Trevor White       | [ 8 ]  |